# Idaea angulata
Idaea angulata là một loài bướm đêm trong họ Geometridae.